# Izumitelj
Izumitelj je osoba koja je inventivnim pristupom stvorila nove predmete uporabe, uređaje ili tehnološke postupke (proizvodnje, kontrole i dr.), tj. izum. Izum se može odnositi i na poboljšanje postojećih predmeta uporabe, uređaja ili postupaka, ako je dokaziv novitet u poboljšanom rješenju. Nužan i dovoljan uvjet za postojanje izuma definira se kao patentibilnost. Stvaralačko djelo je patentibilno ako:
- rješava tehnički problem
- ako je novo (tj. ako nije sadržano u postojećem stanju tehnike, odnosno ako nije već registrirano jednako ili vrlo slično rješenje u svjetskoj patentnoj bazi podataka)
- ako ima inventivnu razinu (tj. ne proizlazi očigledno iz postojećeg stanja tehnike)
- ako je industrijski primjenjivo (pri tome se pod industrijsku primjenjivost podrazumijeva i upotrebljivost u neindustrijskim djelatnostima, npr. poljoprivredi, ribarstvu i dr.)

Izumitelj temeljem svog djela uživa moralna i materijalna prava koja stiče ishođenjem patenta kod nacionalnog ili međunarodnog patentnog ureda. Najvažnije moralno pravo izumitelja jest, da bude naveden kao izumitelj. Materijalno pravo izumitelja sastoji se u pravu na naknadu za ustupanje rješenja korisniku patenta.
Individualni izumitelj ujedno je i prijavitelj patenta i njegov vlasnik (ako se patent odobri), te s izumom može slobodno raspolagati, tj. proizvoljno ga koristiti ili nuditi i ustupati. Ako izum ostvari grupa izumitelja, svima pripadaju moralna i materijalna prava srazmjerno učešću u realizaciji izuma, a grupa u postupku traženja patenta imenuje nositelja koji će saobraćati s okolinom.
Situacija je složenija s izumima ostvarenim u tvrtki u kojoj je izumitelj zaposlen. U takvom slučaju mogu postojati razlike u nacionalnim legislativama raznih zemalja. Prema hrvatskim zakonima, izumitelj je dužan izum koji je nastao u radnom odnosu ustupiti prvenstveno tvrtki u kojoj je izum ostvaren, ali mu za to pripada pravična naknada. U tom slučaju, izum je vlasništvo tvrtke, te se ona javlja kao prijavitelj u prijavi patenta i s dobivenim patentom raspolaže, ali izumitelju ostaje pravo da u prijavi bude naznačen kao izumitelj. Načelno, izumitelj bi mogao izum ponuditi drugoj tvrtki ako poslodavac nije za njega zainteresiran, ako time ne otkriva poslovnu tajnu tvrtke ili ne čini neku drugu poslovnu štetu. U praksi je takva mogućnost rijetko dopuštena, dapače, najčešće se stručnjacima tvrtke nameće zabrana samostalne prijave patenta iz područja djelatnosti tvrtke i po nekoliko godina nakon prestanka radnog odnosa.
Vlasništvo nad patentom je oblik industrijskog vlasništva od izuzetne važnosti, jer vlasniku osigurava pravo na monopol za trajanja patentne zaštite, koje može iznositi 10 (kod tzv. "konsenzualnog patenta") ili 20 (kod potpuno ispitanog patenta) godina s mogućnošću još tolikog produženja. Monopol podrazumijeva pravo vlasnika patenta da zabrani proizvodnju, promet ili bilo kakav oblik korištenja patentiranog predmeta ili postupka drugim fizičkim i pravnim osobama u vrijeme i na području važnosti patenta, što mu osigurava povlašten položaj na tržištu, odnosno isključuje konkutrenciju.  
U naprednim gospodarstvima izumitelji se posebno cijene, a inventivnost sustavno nagrađuje, jer se inventivnost smatra posebno važnim elementom konkurentnosti. S druge strane, često se propisuje i vrlo rigorozna obaveza radnika da svako poboljšanje prijave rukovodstvu poduzeća, kako bi se ono to potpunije iskoristilo.
Postoje i drugi oblici stvaralaštva koji se ne smatraju izumima, jer ne zadovoljavaju uvodno navedene uvjete patentibilnosti. To su s jedne strane inovacije, a s druge strane znanstvena otkrića, koja se smatraju općim dobrom koja ne mogu biti predmetom monopola. Patentirati se ne mogu ni djela koja se protive moralu, a posebno su regulirani i izumi s područja biologije, genetike i drugih djela s mogućim utjecajem na prirodnu ravnotežu ili eko-sistem.    